# Yves Loday
Yves Loday, född den 27 september 1955 i Guérande, är en fransk seglare.
Han tog OS-guld i tornado i samband med de olympiska seglingstävlingarna 1992 i Barcelona.